# Stejanovci
Stejanovci (ćir.: Стејановци) su naselje u općini Ruma u Srijemskom okrugu u Vojvodini.

## Stanovništvo
Prema popisu stanovništva iz 2002. godine u naselju Stejanovci živi 1.020 stanovnika, od čega 818 punoljetnih stanovnika s prosječnom starosti od 41,2 godina (39,0 kod muškaraca i 43,2 kod žena). U naselju ima 328 domaćinstva, a prosječan broj članova po domaćinstvu je 3,11.
Prema popisu iz 1991. godine u naselju je živjelo 937 stanovnika.
| Etnički sastav 2002. |            |        |
| Narod                | Stanovnika |        |
| Srbi                 | 998        | 97,84% |
| Hrvati               | 3          | 0,29%  |
| nepoznato            | 19         | 1,86%  |

| broj stanovnika | 901   | 919   | 1061  | 1004  | 964   | 937   | 1020  |
|                 | 1948. | 1953. | 1961. | 1971. | 1981. | 1991. | 2001. |

## Vanjske poveznice
- Karte, položaj vremenska prognoza
- Satelitska snimka naselja  Arhivirana inačica izvorne stranice od 8. ožujka 2021. (Wayback Machine)